# Japanisches Zahlensystem
Das japanische Zahlensystem ist ein Dezimalsystem und in seiner Ausgestaltung, wie das koreanische, weitgehend eine Entlehnung der chinesischen Zahlwörter. Neben diesen sino-japanischen Zahlwörtern werden auch alte japanische Zahlwörter benutzt. Im Alltag werden für horizontal geschriebene und bis etwa fünfstellige Zahlen, sowie in der Mathematik, arabische Ziffern verwendet.
Eine Besonderheit ist im Japanischen die Verwendung von Zähleinheitswörtern und eine unterschiedliche Benennung der Zahlen je nach Darstellungsform und abhängig von den gezählten Gegenständen. Darüber hinaus ist das Stellenwertsystem nicht in Tausendern, sondern in Myriaden gruppiert, es gibt also eigene Zahlwörter für die Zahlen 10.000 und 100.000.000 (das Quadrat von 10.000), jedoch keine für Million oder Milliarde.

## Basisnummerierung
Im Japanischen gibt es zwei Arten, Zahlen zu schreiben: in arabischen Ziffern (1, 2, 3) oder in chinesischen Zahlzeichen (一, 二, 三). Die arabischen Ziffern werden häufig bei horizontaler Schreibung, die chinesischen Zahlzeichen oft bei vertikaler Schreibung und auf offiziellen Dokumenten verwendet.
| Zahlenwert                     | Zeichen  | bevorzugte Lesung | On-Lesung         | Kun-Lesung             |
| ------------------------------ | -------- | ----------------- | ----------------- | ---------------------- |
| 0                              | 零／〇 * | zero (ゼロ)       | れい rei          | まる maru              |
| 1                              | 一       | ichi              | いち ichi         | ひと(つ) hito(tsu)     |
| 2                              | 二       | ni                | に ni, じ ji      | ふた(つ) futa(tsu)     |
| 3                              | 三       | san               | さん san          | み(っつ) mi(ttsu)      |
| 4                              | 四       | yon (よん)        | し shi            | よ(っつ) yo(ttsu)      |
| 5                              | 五       | go                | ご go             | いつ(つ) itsu(tsu)     |
| 6                              | 六       | roku              | ろく roku         | む(っつ) mu(ttsu)      |
| 7                              | 七       | nana (なな)       | しち shichi       | なな(つ) nana(tsu)     |
| 8                              | 八       | hachi             | はち hachi        | や(っつ) ya(ttsu)      |
| 9                              | 九       | kyū               | きゅう kyū, く ku | ここの(つ) kokono(tsu) |
| 10                             | 十       | jū                | じゅう jū         | とお tō                |
| 20                             | 二十     | nijū              | にじゅう ni-jū    | はた(ち) hata(chi)     |
| 100                            | 百       | hyaku             | ひゃく hyaku      | (もも momo)            |
| 1.000                          | 千       | sen               | せん sen          | (ち chi)               |
| 10.000                         | 万 *     | man               | まん man          | (よろず yorozu)        |
| siehe Abschnitt Zehnerpotenzen |          |                   |                   |                        |

Bei Ziffernaufzählungen wie z. B. dem Durchgeben von Telefonnummern, werden die einmoraigen Ziffern oft lang ausgesprochen, d. h. ni wie nii, shi wie shii und go wie gō.

### Zusammengesetzte Zahlen

#### Modernes Japanisch
Die Bildung zusammengesetzter Zahlendarstellungen erfolgt, wie im Chinesischen, multiplikativ für die einzelnen Stellen und additiv für die Kombination verschiedener Stellen. Im Gegensatz zum Chinesischen werden leere Stellen (also die Ziffer Null) ausgelassen. Taucht als Multiplikator eine 1 auf, wird diese in der Regel ebenfalls ausgelassen.
| Zahl                            | Zeichen                        | Lesung                         |
| multiplikative Zusammensetzung  | multiplikative Zusammensetzung | multiplikative Zusammensetzung |
| ------------------------------- | ------------------------------ | ------------------------------ |
| 30                              | 三十                           | san-jū                         |
| 400                             | 四百                           | yon-hyaku                      |
| 50.000                          | 五万                           | go-man                         |
| additive Zusammensetzung        |                                |                                |
| 31                              | 三十一                         | san-jū-ichi                    |
| 452                             | 四百五十二                     | yon-hyaku-go-jū-ni             |
| Auslassen von Nullen und Einsen |                                |                                |
| 111                             | 百十一                         | hyaku-jū-ichi                  |
| 2006                            | 二千六                         | ni-sen-roku                    |
| 50.020                          | 五万二十                       | go-man-ni-jū                   |

Aufgrund von phonologischen Phänomenen der japanischen Sprache wie dem rendaku, bei dem stimmlose Konsonanten stimmhaft werden, und der Gemination ergeben sich folgende sprachliche Besonderheiten:
| ×                                 | 1       | 2       | 3        | 4        | 5       | 6        | 7         | 8        | 9        | 10     | 100      | 1000     |
| --------------------------------- | ------- | ------- | -------- | -------- | ------- | -------- | --------- | -------- | -------- | ------ | -------- | -------- |
| 100 百                            | hyaku   | nihyaku | sanbyaku | yonhyaku | gohyaku | roppyaku | nanahyaku | happyaku | kyūhyaku |        |          |          |
| 1000 千                           | (is)sen | nisen   | sanzen   | yonsen   | gosen   | rokusen  | nanasen   | hassen   | kyūsen   |        |          |          |
| 1.000.000.000.000 (10^12) 兆      | itchō   | nichō   | sanchō   | yonchō   | gochō   | rokuchō  | nanachō   | hatchō   | kyūchō   | jutchō | hyakuchō | issenchō |
| 10.000.000.000.000.000 (10^16) 京 | ikkei   | nikei   | sankei   | yonkei   | gokei   | rokkei   | nanakei   | hakkei   | kyūkei   | jukkei | hyakkei  | issenkei |

#### Altjapanisch
Vor Einführung des chinesisch geprägten Systems wurde durchgängig die Kun-Lesung verwendet. Die Einerstelle erhielt das Suffix -tsu (historisch: tu), die Zehnerstelle -so, die Hunderterstelle -o (historisch: po), die Tausenderstelle -chi (historisch: ti) und die Zehntausenderstelle -yorozu (historisch: yorodu). Ausnahmen bilden die Zahlen von 10 bis 19, wo für 10 statt das Wort tō (historisch: towo) verwendet wurde, sowie 20-29 wo hatachi (historisch: patati) verwendet wurde. Die einzelnen Stellen wurden teilweise durch das Wort amari markiert.
Im Nihonshoki findet sich die Zahl „1.792.470 Jahre“ (一百七十九萬二千四百七十餘歲) die wie folgt glossiert ist:
| 一百 |                   | 七十   |                   | 九萬   |                   | 二千   |            | 四百 |            | 七十   |       | 餘     | 歲    |
| モヽ | ヨロヅトセアマリ  | ナヽ   | ヨロヅトセアマリ  | コヽノ | ヨロヅ トセアマリ | フタチ | トセアマリ | ヨホ | トセアマリ | ナヽソ | トセ  | アマリ | トシ  |
| momo | yorodu tose amari | nanaso | yorodu tose amari | kokono | yorodu tose amari | putati | tose amari | yopo | tose amari | nanaso | tose  | amari  | toshi |
| 100  | 10.000 Jahre und  | 70     | 10.000 Jahre und  | 9      | 10.000 Jahre und  | 2000   | Jahre und  | 400  | Jahre und  | 70     | Jahre | und    | Jahre |

Die zusammengesetzten und höheren Zahlen wurden demnach wie folgt gesprochen:
| Zahl | historische Aussprache | moderne Aussprache | Bedeutung | Zahl | historische Aussprache | Zahl | hist. Aussprache | Zahl | hist. Aussprache |
| ---- | ---------------------- | ------------------ | --------- | ---- | ---------------------- | ---- | ---------------- | ---- | ---------------- |
| 10   | towo                   | tō                 | 10        | 20   | patati                 | 100  | momo             | 1000 | ti               |
| 11   | towo amari pito        | tō amari hito      | 10+1      | 21   | patati amari pito      |      |                  |      |                  |
| 12   | towo amari puta        | tō amari futa      | 10+2      | …    | …                      | 200  | *putapo          | 2000 | putati           |
| 13   | towo amari mi          | tō amari mi        | 10+3      | 30   | miso                   | 300  | mipo             | 3000 | *miti            |
| 14   | towo amari yo          | tō amari yo        | 10+4      | 40   | yoso                   | 400  | yopo             | 4000 | *yoti            |
| 15   | towo amari itu         | tō amari itsu      | 10+5      | 50   | iso                    | 500  | ipo              | 5000 | *iti             |
| 16   | towo amari mu          | tō amari mu        | 10+6      | 60   | muso                   | 600  | *mupo            | 6000 | *muti            |
| 17   | towo amari nana        | tō amari nana      | 10+7      | 70   | nanaso                 | 700  | *nanapo          | 7000 | *nanati          |
| 18   | towo amari ya          | tō amari ya        | 10+8      | 80   | yaso                   | 800  | yapo             | 8000 | yati             |
| 19   | towo amari kokono      | tō amari kokono    | 10+9      | 90   | kokonoso               | 900  | *kokonopo        | 9000 | *kokonoti        |

Anmerkung: In späteren Sprachstufen evtl. auch gegen Ende des Altjapanischen wurde das heutige /⁠h⁠/ als *[⁠ɸ⁠] gesprochen.
Erhalten hat sich diese Aussprache noch in einigen Wörtern. So kann „20 Jahre alt“ (二十歳) nijussai gelesen werden, aber auch hatachi. Der „letzte Tag eines Monats“ (晦日) kann zwar regulär kaijitsu, aber auch misoka gelesen werden, wobei Letzteres von Altjapanisch für „30. Tag“ stammt.

### Zehnerpotenzen
Wie auch im konventionellen dezimalen Zahlensystem existieren im Japanischen eigene Zahlennamen zur Benennung großer und kleiner Zehnerpotenzen. Für große Zahlen (大数, taisū) ändert sich der Zahlenname dabei in Myriadenschritten, also in vier Zehnerpotenzen, für kleine Zahlen (少数, shōsū) in Zehnerschritten, also bei jedem Stellenwechsel. Die Namen entstammen zu großen Teilen der buddhistischen Zahlenlehre und wurden bereits im frühen Mittelalter verwendet. Vor allem die sehr großen Potenzen hatten im Laufe der Zeit unterschiedliche Stellenwerte; so werden dem Zahlennamen goku (極) in verschiedenen Quellen Werte entsprechend 1014, 1044 oder 1080 zugeordnet. Auch heute noch werden den sehr großen Zahlennamen ab 1052 Werte zugeordnet, die um den Faktor 10000 größer als die offiziellen Zuordnungen sein können.
| Zahl | Deutsch           | Zeichen  | Lesung     |
| ---- | ----------------- | -------- | ---------- |
| 101  | Zehn              | 十       | jū         |
| 102  | Hundert           | 百       | hyaku      |
| 103  | Tausend           | 千       | sen        |
| 104  | Zehntausend       | 万       | man        |
| 108  | 100 Millionen     | 億       | oku        |
| 1012 | 1 Billion         | 兆       | chō        |
| 1016 | 10 Billiarden     | 京       | kei, kyō   |
| 1020 | 100 Trillionen    | 垓       | gai        |
| 1024 | 1 Quadrillion     | 秭       | shi, jo    |
| 1028 | 10 Quadrilliarden | 穣       | jō         |
| 1032 | 100 Quintillionen | 溝       | kō         |
| 1036 | 1 Sextillion      | 澗       | kan        |
| 1040 | 10 Sextilliarden  | 正       | sei        |
| 1044 | 100 Septillionen  | 載       | sai        |
| 1048 | 1 Oktillion       | 極       | goku       |
| 1052 | 10 Oktilliarden   | 恒河沙   | gōgasha    |
| 1056 | 100 Nonillionen   | 阿僧祇   | asōgi      |
| 1060 | 1 Dezillion       | 那由他   | nayuta     |
| 1064 | 10 Dezilliarden   | 不可思議 | fukashigi  |
| 1068 | 100 Undezillionen | 無量大数 | muryōtaisū |

| Zahl  | Zeichen  | Lesung      |
| ----- | -------- | ----------- |
| 10−1  | 分       | bu          |
| 10−2  | 厘, 釐   | rin, ri     |
| 10−3  | 毛, 毫   | mō, gō      |
| 10−4  | 糸, 絲   | shi         |
| 10−5  | 忽       | kotsu       |
| 10−6  | 微       | bi          |
| 10−7  | 繊       | sen         |
| 10−8  | 沙       | sha         |
| 10−9  | 塵       | jin         |
| 10−10 | 埃       | ai          |
| 10−11 | 渺       | byō         |
| 10−12 | 漠       | baku        |
| 10−13 | 模糊     | moko        |
| 10−14 | 逡巡     | shunju      |
| 10−15 | 須臾     | shuyu       |
| 10−16 | 瞬息     | shunsoku    |
| 10−17 | 弾指     | danshi      |
| 10−18 | 刹那     | setsuna     |
| 10−19 | 六徳     | rittoku     |
| 10−20 | 虚空     | gokū        |
| 10−21 | 清浄     | seijō       |
| 10−22 | 阿頼耶   | araya       |
| 10−23 | 菴摩羅   | ammara      |
| 10−24 | 涅槃寂静 | nehanjakujō |

Der buddhistische Ursprung wird besonders bei den letzten, außergewöhnlich langen Zahlennamen deutlich. So leitet sich die Bezeichnung für den Wert 1052 kōgasha (恒河沙) von dem buddhistischen Begriff für die Anzahl der Sandkörner im Fluss Ganges ab, die als Inbegriff für die Unendlichkeit der Welt angesehen wurde. Das Wort fukashigi (不可思議) bezeichnet auch heute noch in verkürzter Form fushigi (不思議) etwas Wundersames, Merkwürdiges oder Rätselhaftes. Das letzte Zahlwort muryōtaisū (無量大数) schließlich ist der Begriff für eine „unermesslich große Zahl“. 
Die Zahlennamen für die kleinen Zahlen sind ebenfalls wenig gebräuchlich, werden aber in bestimmten Bereichen auch heute noch verwendet. So werden im sportlichen Bereich die Trefferraten eines Schlagmanns beim Baseball oder in der Werbung der Rabatt bei einer Aktion mit diesen Zahlzeichen dargestellt. Je nach Kontext kann es allerdings zu einer Verschiebung um den Faktor 10 kommen, so kann die Bezeichnung 2分3厘 (ni-bu san-rin) entweder die Zahl 0,23 oder 0,023 meinen. Das geschieht durch eine Verschiebung der Zahlennamen bei Einführung der Bezeichnung wari (割) für die erste Nachkommastelle. Zur Verdeutlichung sind in der folgenden Tabelle die ersten 4 Zahlennamen bei Verwendung dieser Bezeichnung aufgeführt:
| Zahl    | 10−1 | 10−2 | 10−3 | 10−4 |
| Zeichen | 割   | 分   | 厘   | 毛   |
| Lesung  | wari | bu   | rin  | mō   |

### Brüche
Bei gemeinen Brüchen wird zuerst der Nenner und anschließend der Zähler genannt:
Dreiviertel (3/4) : 四分の三 (yon bun no san, wörtlich: „vier Teile, davon 3“)
Dezimalbrüche werden üblicherweise mit arabischen Ziffern und einem Punkt (gesprochen ten oder auch comma) als Dezimaltrennzeichen dargestellt. Bei vertikaler Schreibweise oder der Verwendung der ebenfalls möglichen chinesischen Zahlzeichen wird der Mittelpunkt verwendet:
3.14 oder
三・一四
(san ten ichi yon)

## Daiji (Bankenzahlen)
Im japanischen Finanzwesen werden anstelle der Kanji 一, 二, 三, 十, 万 sogenannte Daiji (大字) verwendet, um die Fälschungssicherheit in handschriftlichen Dokumenten zu erhöhen. Ohne diese könnte mittels Hinzufügens eines einzelnen Striches aus 一億円 (100.000.000 Yen) 十億円 (1.000.000.000 Yen) geformt werden. Es existieren ebenfalls nicht mehr gängig verwendete Daiji.
Diese kommen auch auf japanischen Banknoten zum Einsatz.
|        | Daiji (aktuell) | Daiji (obsolet) | Daiji (inoffizielle Varianten) |
| ------ | --------------- | --------------- | ------------------------------ |
| 1      | 壱              | 壹              | 弌                             |
| 2      | 弐              | 貮、貳          | 弍, 贰, 両, 兩, 两             |
| 3      | 参              | 參              | 弎, 叁, 叄, 𢦘                 |
| 4      |                 | 肆              | 䦉                             |
| 5      |                 | 伍              |                                |
| 6      |                 | 陸              | 陆                             |
| 7      |                 | 柒、漆          | 質                             |
| 8      |                 | 捌              |                                |
| 9      |                 | 玖              |                                |
| 10     | 拾              |                 | 什                             |
| 20     | 廿              | 弐拾, 貳拾      | 卄, 念                         |
| 30     | 参拾            | 卅              | 丗                             |
| 40     | 四拾            | 卌              |                                |
| 100    |                 | 陌、佰          |                                |
| 1000   |                 | 阡、仟          |                                |
| 10.000 | 萬              |                 |                                |

## Japanische Zahlenmystik
Die Zahlen 4 und 9 gelten im Japanischen als Unglückszahlen: 4, ausgesprochen shi, ist ein Homophon für „Tod“; 9, wenn ku ausgesprochen, ist ein Homophon für „Leiden“. Die Zahl 13 ist auch manchmal als Unglückszahl verstanden, obwohl sie aus dem westlichen Kulturkreis übernommen wurde (Freitag, der 13.)
Im modernen Japanisch wird die Kun-Lesung nur noch für Einzelziffer-Zahlendarstellungen und Tag-des-Monats Namen verwendet, auch wenn stattdessen in vielen Kontexten die On-Lesung verwendet wird. Brüche werden durch Kombination gemacht.

## Zähleinheitswörter
Verschiedenen Arten von Gegenständen und abstrakten Begriffen ist jeweils eines der rund 100 Zähleinheitswörter zugeordnet. Es wird der Anzahlsangabe angehängt und unterstützt oft das Leseverständnis. Eine Entsprechung im Deutschen ist etwa Blatt in „50 Blatt Papier“. Die Zuordnung von Begriffen und Zähleinheitswörtern richtet sich oft nach Form und Größe eines Gegenstandes, seltener benutzte Zuordnungen stellen aber auch Muttersprachler vor Probleme. Je nach Zähleinheitswort werden bestimmte Zahlenangaben unregelmäßig ausgesprochen.
Beispiel: eine Flasche, zwei Flaschen, drei Flaschen
bin ippon, nihon, sanbon (びん　１本、２本、３本)
Beim Zählen mit Zähleinheitswörtern wird fast immer die On-Lesung, also die sinojapanische Zählart, verwendet (es gibt auch Fälle, bei denen gemischt wird, z. B. Personen 1人、2人、3人 hitori, futari, sannin). Wenn man ausschließlich Dinge mit der Kun-Lesung zählt, also japanisch, braucht man keine Zähleinheitswörter. Allerdings geht das nur bis zur Zahl zehn.

## Anzahlsangaben
Für Anzahlsangaben ohne Zähleinheitswort, sowie in Verbindung mit wenigen bestimmten Zähleinheitswörter, finden die alten japanischen Zähleinheitswörter von „1“ bis „10“ Anwendung. Alleinstehend erhalten sie bis „9“ das Okurigana つ (-tsu).
Dabei finden ebenfalls die vorher beschriebenen Ausspracheveränderungen (rendaku und Gemination) statt.
Beispiel: „4“ und „Tag“ ergibt „der 4. Tag“ [des Monats]
yotsu + ka >> yokka (四日)

## Schreibweise mit arabischen Zahlen
Die Gliederung mehrziffriger Zahlendarstellungen übernehmen die sinojapanischen Zahlzeichen (kan sūji, 漢数字). Senkrecht geschrieben werden für Zahlenangaben oft durchweg Kanji verwendet, bei waagerechter Schreibweise übernehmen meistens die Zeichen 千 sen für 1000, 万 man für 10.000 und den Vielfachen des Letzteren die Rolle eines Trennzeichens zwischen den arabischen Zahlzeichen (arabia sūji, アラビア数字).
Beispiel: 19.800 Yen ichiman-kyūsen-happyaku en (1万9千800円)
Der Punkt wird bei Schreibung mit arabischen Ziffern gelegentlich als Trennzeichen der Myriade und nicht der Tausend eingesetzt, was bei Übersetzung leicht zu Fehlern führt. 
Beispiel: Deutsch 200.000.000 Yen gleich Japanisch 2.0000.0000円